# Roslingletsjer
De Roslingletsjer is een gletsjer in Nationaal park Noordoost-Groenland in het uiterste noordwesten van Groenland. De gletsjer ligt in de Stauningalpen in het Scoresbyland.
Het is een van de zeven gletsjers die uitkomen in het dal van de Schuchert. Andere gletsjers zijn onder andere de Bjørnbogletsjer, de Gannochygletsjer, de Storgletsjer, de Schuchertgletsjer, de Siriusgletsjer en de Aldebarangletsjer. De Roslingletsjer stroomt vanuit het noordwesten in het Schuchertdal in. Ten noordwesten van de Roslingletsjer ligt de Duartgletsjer en op meer dan zeven kilometer naar het zuidoosten ligt de Marsgletsjer.
De Roslingletsjer heeft een lengte van meer dan 25 kilometer en heeft daarnaast meerdere takken die onderweg samenkomen.